# Apocalipse gnóstico de Pedro

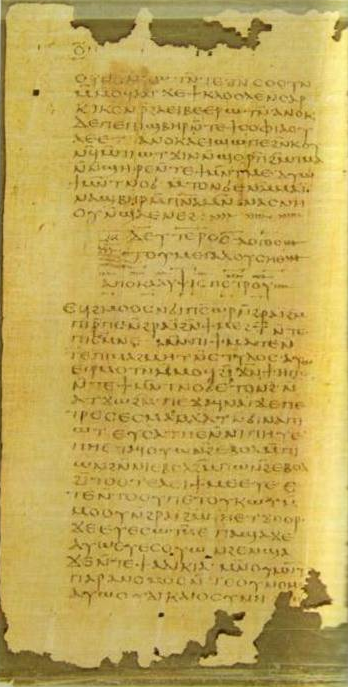
Códice VII da biblioteca de Nague Hamadi, página 70, que contém o fim do Segundo Tratado do Grande Sete e o início do Apocalipse Gnóstico de Pedro. Embora o texto esteja em copta, o título no centro é mantido em grego: άποκάλυψης πέτρου (trad.  Apocalipse [de] Pedro).

O Apocalipse Gnóstico de Pedro, que não deve ser confundido com o Apocalipse de Pedro é um dos textos encontrados nos códices da Biblioteca de Nag Hammadi (Códice VII). Como a grande maioria dos textos ali encontrados, ele é fortemente Gnóstico. Acredita-se que foi escrito por volta de 100-200 dC. Como o texto sobrevivente está em Copta, muito embora provavelmente tenha sido traduzido de um original Grego, ele também é conhecido como Apocalipse Copta de Pedro.

## Conteúdo
O texto leva as interpretações gnósticas da crucificação ao extremo (assim como o Segundo tratado do grande Sete, encontrado no mesmo códice). Jesus aparece rindo e alertando contra as pessoas que se apoiam nome de um homem morto acreditando que se tornarão puras.
De acordo com o texto:
| “ | Aquele que vocês viram na árvore, feliz e sorrindo, é o Jesus vivo. Mas este, em cujas mãos e pés puseram pregos, é apenas sua carne, que é o ente substituto sendo envergonhado, o que foi criado à sua imagem. Mas olhe pra ele e pra mim. | ” |
|   | — Supostamente Jesus narrando, Apocalipse Gnóstico de Pedro. |   |

Não fica claro se o texto advoga uma cristologia adocionista ou docetista, porém baseado em paralelos literários com o Segundo tratado do grande Sete, é mais provável que seja este último.